# Chiesa di Santa Maria del Tempio (Milano)
La chiesa di Santa Maria del Tempio era una chiesa templare di Milano che si trovava presso la Strada della Commenda, oggi via Commenda.

## Storia
I templari arrivarono a Milano attorno al 1135, molto probabilmente grazie alla predicazione di San Bernardo che onorò la città visitandola in due occasioni e vi inviò numerosi monaci dall'abbazia di Clairvaux per popolare l'abbazia di Chiaravalle, fondata pochi mesi prima. I monaci si stabilirono fuori le mura, nella Strada della Commenda, presso l'area nota come il Brolo di Sant'Ambrogio che apparteneva all'arcivescovo. Vi edificarono una chiesa dedicata a tutti i santi, insieme ad una sede dell'ordine, ad uno xenodochio e ad una scuola. Grazie ad un accordo con i monaci cistercensi di Chiaravalle ottennero poi una parte dei terreni di proprietà dell'abbazia che fecero lavorare a contadini locali, ottenendone profitti più che sufficienti non solo per sostenersi ma anche per espandersi ed inviare quanto restava alla casa madre di Gerusalemme.
Nel 1149 la sede milanese era già divenuta commenda (detta anche precettoria) ed era abitata da un maestro chiamato Bonifacio, da almeno due frati chiamati Rustico Cancellario (o Canzellario), Arnolfo Grassi e dal prete Tedaldo, tutti provenienti da famiglie nobili. Lo stesso anno morì il confratello Dalmazio da Verzario che lasciò alla commenda alcuni terreni presso Paderno d'Adda con una rendita di sei moggi di biada e tre di vino e i templari acquistarono undici iugeri di terreno prope pontem trasonis da Lanterio di Cantù. La chiesa fu soggetta a molte altre donazioni, tra cui una del 1152 di cento soldi d'argento effettuata da Guerenzone da Cairate.
Nel 1158 e nel 1161 il Barbarossa si acquartierò con il suo esercito presso il brolo di Sant'Ambrogio ed egli stesso alloggiò nel piano superiore della sede dei Templari. 
Dopo il 1162 la piccola chiesa di Ognissanti venne demolita e al suo posto venne realizzata la più grande chiesa di Santa Maria del Tempio insieme alla vicina San Giovanni del Tempio. A partire dalla fine del XV secolo quest'ultima chiesa divenne nota come San Giovanni Battista alla Commenda.
Nel 1300 il maestro dell'Ordine a Milano era Jacopo da Pagazzano e la commenda milanese dipendeva da quella di Cremona guidata da Uguccione da Vercelli, major magister di Lombardia. Nel 1308 tuttavia la commenda milanese è direttamente sottoposta al Gran Priorato di Venezia e Lombardia (in seguito al Priorato di Lombardia con sede ad Asti).
Nel 1307, poco prima che Filippo il Bello avviasse la persecuzione ai danni dell'Ordine. Nel 1308 l'arcivescovo di Ravenna Rinaldo da Concorezzo garantì protezione ai templari italiani assolvendoli dalle loro colpe ed evitando che fossero arrestati e torturati. Nel 1312 infine Clemente V sciolse l'Ordine che cessò di esistere. I terreni di proprietà dei Templari tornarono così all'arcivescovado mentre gli edifici furono occupati dagli Ospitalieri che vi trasferirono la propria sede e la aggregarono alla loro commenda di Santa Croce, che sorgeva lungo il corso di Porta Romana. La chiesa da allora fu ribattezzata Santa Maria del Tempio e Santa Croce.
Sin dal 1566, sul muro che circondava gli orti della commenda, fatto erigere dai Barnabiti, si trovava il tabernacolo della Madonna della Febbre, sempre illuminato da una lampada ad olio. Si trattava di un dipinto raffigurante una Madonna col Bambino che portava in fronte una piccola croce e una stella sulla spalla destra mentre Gesù nella sinistra teneva un libro e la destra era sollevata in atto benedicente. Sopra le due figure, su un cartiglio, vi era la scritta "Filius meus Jesus imperabit febri", da cui il nome del tabernacolo. Il popolo credeva che avesse il potere miracoloso di guarire dalle febbri malariche e San Carlo Borromeo era solito sostarvi quando si recava presso la vicina chiesa di San Barnaba. Nel 1693 davanti al tabernacolo e un porticato grazie alle donazioni di coloro che erano guariti dalla malattia. Nel 1798 le soppressioni giuseppine determinarono la chiusura della cappella e l'immagine miracolosa venne trasferita nella chiesa di San Barnaba sulla parete davanti al pulpito.
Una delle due chiese e lo xenodochio furono demolite solo nel 1881 per costruirvi i padiglioni del Policlinico e della clinica De Marchi.